# Deutsches Hugenottenmuseum Bad Karlshafen
Das Deutsche Hugenottenmuseum Bad Karlshafen ist ein Museum zur Geschichte der Hugenotten und Waldenser. Es befindet sich in der nordhessischen Stadt Bad Karlshafen. Träger des Museums ist der Verein Hugenotten-Museum Bad Karlshafen e.V.

## Geschichte des Museums
Karlshafen wurde 1699 von Landgraf Karl von Hessen-Kassel als Exulantenstadt zur Ansiedlung von Hugenotten, protestantischen Glaubensflüchtlingen aus Frankreich, an der Mündung der Diemel in die Weser gegründet. Schon in den 1930er Jahren gab es Bestrebungen, in der Hugenottenstadt ein Museum einzurichten. Es sollte in geeigneter Weise Tradition und Geschichte der Hugenotten und Waldenser darstellen. Es kam damals nicht dazu, weil die Zeitumstände es nicht zuließen.
Erst den Bemühungen des Karlshafener Ehepaares Kelly-Suchier und des damaligen Vorsitzenden des Deutschen Hugenotten-Vereins Friedrich Centurier gelang es, 1980 in einem ehemaligen Karlshafener Packhaus ein Museum zu beginnen. Ehrenamtlicher Museumsleiter wurde Dekan Jochen Desel. Um die Ausstellungsfläche zu erweitern, erfolgte 1989 der Umzug des Museums in die zu diesem Zweck renovierte ehemalige Baurmeister‘sche Tabakfabrik am Hafenplatz. In zwei Etagen stehen dort 500 m² zur Dokumentation der Geschichte der Hugenotten und ihrer Nachkommen in Frankreich und Deutschland zur Verfügung.

## Museumsabteilungen

### Hugenotten in Frankreich

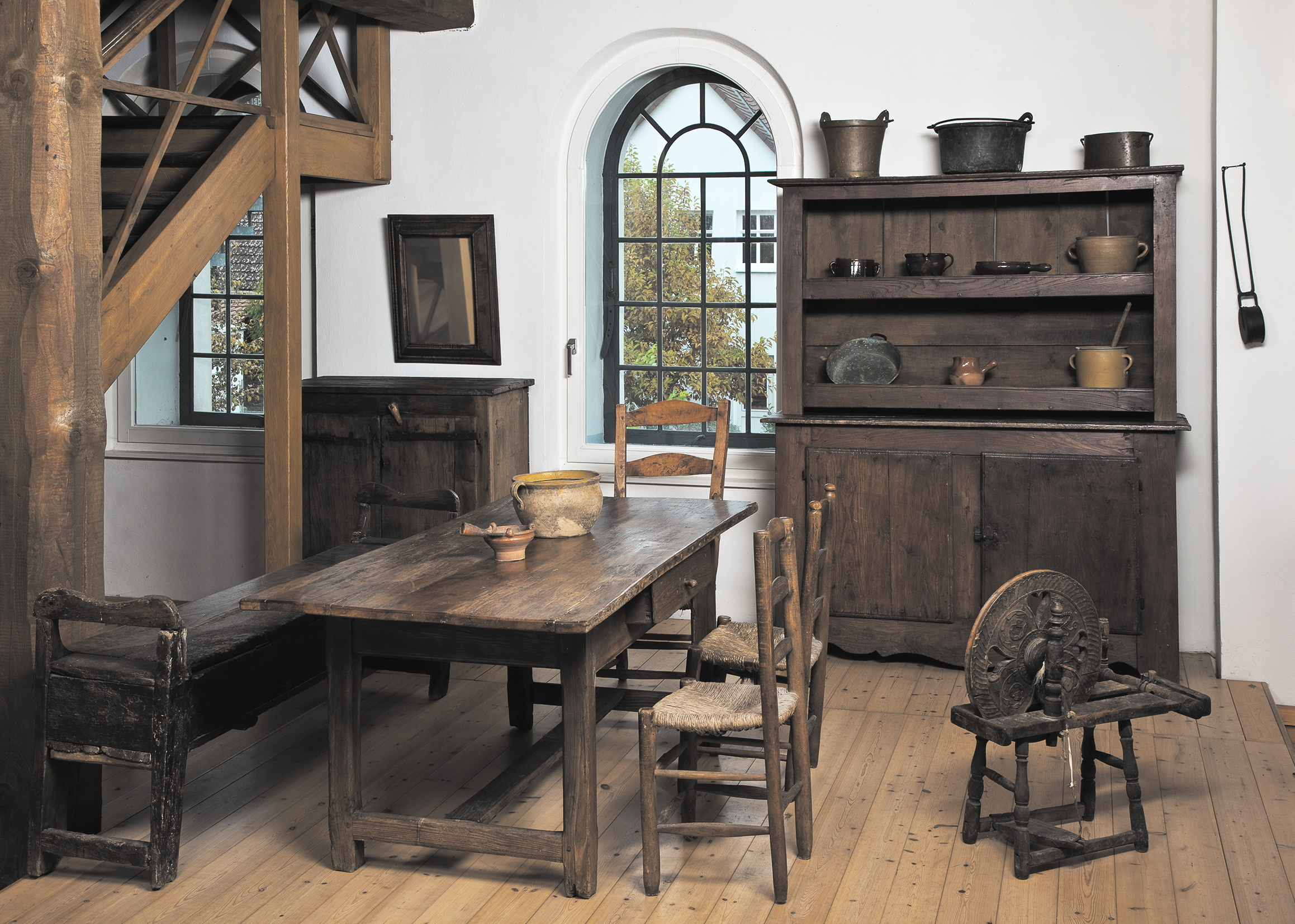
Cevennenstube im Deutschen Hugenottenmuseum

Die erste Etage ist den Anfängen der hugenottischen Bewegung in Frankreich, der Reformation und der calvinistischen Kirchenordnung, den Religionskriegen und Verfolgungen gewidmet. Auch das Alltagsleben der Hugenotten und Waldenser in ihrer Heimat findet Berücksichtigung. Zu sehen sind u. a. Keramikteller und Gefäße des hugenottischen Töpfers und Philosophen Bernard Palissy, der als Märtyrer 1589/90 im Pariser Staatsgefängnis Bastille starb. Auch das nachgestellte Klassenzimmer einer Waldenserschule mit Originalbänken und Pulten aus den piemontesischen Waldensertälern gehört zu der Ausstellung.
Ein Porträt der hugenottischen Bekennerin Marie Durand und das Faksimile ihres in den Stein geritzten „resister“ im Gefängnisturm von Aigues-Mortes leiten über zu Ludwig XIV. von Frankreich. Der „Sonnenkönig“ löste 1685 mit seinem Edikt von Fontainebleau die Flucht vieler Hugenotten aus ihrer Heimat aus.

### Hugenotten in Deutschland

Der Empfang von Refugiés durch den Großen Kurfürsten, von Fischer-Cörlin

In der zweiten Museumsetage wird das Leben der hugenottischen Glaubensflüchtlinge in Deutschland an Beispielen aus verschiedenen Einwanderungsprovinzen gezeigt. Dabei bilden Hessen und vor allem Karlshafen den Schwerpunkt. Der hugenottische Arzt und Apotheker Jacques Galland war der erste, der den Wert der Sole erkannte und den Grundstein zum Solebad Karlshafen legte.
Ein Strumpfwirkstuhl, Werkzeuge zur Handschuhfabrikation und zur Tabakverarbeitung sowie wertvolle Silbergefäße sind ausgestellt als Beispiele für Erzeugnisse des hugenottischen Handwerks.
Für die besonderen Leistungen der Hugenotten in Deutschland in Kunst und Wissenschaft stehen stellvertretend die Radierungen des Berliner Graphikers Daniel Chodowiecki (1726–1801), Bücher des Romanschriftstellers und Essayisten Theodor Fontane (1819–1898) und Porträts hugenottischer Gelehrter.

### Museumspädagogik
Speziell auf Schulklassen ausgerichtet werden Führungen in deutscher, französischer und englischer Sprache angeboten. „Hands-On-Stationen“ sollen den Besuch des Museums für Jugendliche interessant machen. Französischsprachige Audioguides stehen zur Verfügung.

### Sonderausstellungen
Für temporäre Ausstellungen stehen eigene Räumlichkeiten im Museumsgebäude zur Verfügung. Jedes Jahr werden Sonderausstellungen gezeigt, die sich in einem sehr weitgefassten Rahmen mit Themen wie Flucht, Migration und Integration beschäftigen.

### Weitere Einrichtungen
Im Museumsgebäude befinden sich die umfangreiche Hugenottenbibliothek zur Geschichte der Hugenotten, mit Zeitschriften aus dem In- und Ausland, ein genealogisches Zentrum zur Erforschung hugenottischer Familiengeschichten und ein Bildarchiv.

### Virtuelles Museum
Auf der Homepage des Hugenotten-Museums ist eine Bildergalerie eingerichtet, die digitalisierte Kupferstiche u. a. zu den folgenden Themen anbietet:
- Hugenottenporträts
- Die Geschichte der Hugenotten nach Chodowiecki
- Der Reformator Johannes Calvin
- Die Hugenottenkriege nach Romeyn de Hooghe, Jan Luyken und Matthäus Merian
- Bilderstürmer
- 10-Gebote-Tafeln
- Abendmahlsmarken (Méreaux)
- Die Bartholomäusnacht
- Hugenottische Gottesdienste im Freien
- Die Flucht der Hugenotten
- Die Aufnahme der Hugenotten in deutschen Territorien
- Hugenottenedikte
- Hugenottenkreuze

## Karlshafener Museumspfad und Museumsrallye
Der Museumspfad führt durch die historische Innenstadt von Bad Karlshafen mit ihrer Barock-Architektur bis zum 1913 erbauten Hugenottenturm auf den Hessischen Klippen. Eine „Museumsrallye“ per Bus oder PKW wird angeboten als Rundfahrt mit verschiedenen Routen durch die benachbarten Hugenotten- und Waldenserorte rund um den Reinhardswald.